# シャキール・バレット
シャキール・アキーム・バレット（Shaquil Akeem Barrett, 1992年11月17日 - ）は、アメリカ合衆国メリーランド州ボルチモア出身の元プロアメリカンフットボール選手。現役時代のポジションはアウトサイドラインバッカー。

## 経歴

### カレッジ
2010年にネブラスカ大学オマハ校でプレーした後、コロラド州立大学に転校し、3年間で246タックル、18サック、32.5タックル・フォー・ロスを記録した。

### デンバー・ブロンコス
| 6 ft 1+3⁄8 in (186 cm)      | 251 lb (114 kg) | 4.73 s | 1.68 s | 2.79 s | 4.42 s | 6.90 s | 29 in (74 cm) | 9 ft 5 in (2.87 m) | 16 回 |
| All values from NFL Combine |                 |        |        |        |        |        |               |                    |       |

2014年のNFLドラフトでは指名されず、ドラフト外フリーエージェントとしてデンバー・ブロンコスに入団した。

#### 2014年シーズン
トレーニングキャンプ後は、控え選手としてロスター入りを目指すも、練習生となった。その後、チームの選手の負傷で、ロスター入りするも、2014年シーズンにプレーすることはなかった。

#### 2015年シーズン
プレシーズンでチーム最多のサックを決め、ロスター入りを果たす。
第１週のボルチモア・レイブンズ戦で初出場をし、第6週のクリーブランド・ブラウンズ戦では、先発だったデマーカス・ウェアが負傷したため、キャリア初の先発出場を果たし、9タックル、1.5サック、3タックル・フォー・ロス、1ファンブルフォースを記録し、チームの勝利に大きく貢献した。
最終的に、2年目の2015年シーズンを50タックル、5.5サック、4ファンブルフォース、2ファンブルリカバーを記録して終えた。
その後、チームはプレーオフに勝利し、第50回スーパーボウルまで駒を進めた。バレットはそこでプレーをするも、試合中に脳震盪を起こし、途中欠場となった。チームはこの試合を勝利し、NFLチャンピオンとなっている。

#### 2016年シーズン
このシーズンは全ての試合に出場し、36タックル、1.5サック、1ファンブルフォースを記録した。

#### 2017年シーズン
このシーズンも全ての試合に出場し、37タックル、4サック、2ファンブルフォース、1パントブロックを記録した。

#### 2018年シーズン
2018年3月12日、チームは2巡目テンダーを提示し、4月23日にその契約にサインした。
このシーズンは28タックル、3サックを記録して終えた。

### タンパベイ・バッカニアーズ

#### 2019年シーズン
2019年3月15日にタンパベイ・バッカニアーズと1年契約を結んだ。
第2週のカロライナ・パンサーズ戦では、1試合に3サックを決め、NFC週間最優秀守備選手賞に選ばれた。翌週のニューヨーク・ジャイアンツ戦では1試合でキャリアハイとなる4サック、2ファンブルフォースを決め、フランチャイズ記録となった。第4週のロサンゼルス・ラムズ戦では、クォーターバックのジャレット・ゴフからキャリア発のインターセプトを奪った。これらの活躍が評価され、9月のNFC月間最優秀守備選手賞に選ばれた。2019年12月17日、キャリア初となるプロボウル入りを果たした。
また、シーズン最終週のアトランタ・ファルコンズ戦で決めたサックで、チームの1シーズン中に決めたサック数でフランチャイズ記録となった。
最終的に、19.5サック、58タックル、6ファンブルフォース、1インターセプトを記録して2019年シーズンを終えた。

#### 2020年シーズン
2020年3月16日、チームはバレットにフランチャイズタグをつけた。
シーズン第3週のデンバー・ブロンコス戦では、キャリア初のセイフティを記録し、NFC週間最優秀守備選手賞に選ばれた。
2020年シーズンは57タックル、8サック、2ファンブルフォースを記録し、終えた。
その後、チームはプレーオフを勝ち上がっていき、NFCチャンピオンシップゲームまで駒を進め、バレットはグリーンベイ・パッカーズのクォーターバックのアーロン・ロジャースに3サックを決め、チームの第55回スーパーボウル進出に貢献した。スーパーボウルでは、カンザスシティ・チーフスのクォーターバックのパトリック・マホームズに1サックを決めるなど、キャリア2度目となるスーパーボウル制覇に貢献した。

#### 2021年シーズン
2021年3月17日、チームと4年78億円の契約延長を結んだ。
2021年シーズンは、51タックル、10サック、3ファンブルフォースを記録した。また、その後チームはプレーオフに進み、初戦のフィラデルフィア・イーグルス戦で1インターセプトを記録した。

#### 2022年シーズン
シーズン第8週のボルチモア・レイブンズ戦で、アキレス腱を断裂し、シーズン終了となった。

#### 2023年シーズン
第2週のシカゴ・ベアーズ戦ではジャスティン・フィールズからインターセプトを奪い、キャリア初のタッチダウンを挙げた。このシーズンは16試合に出場し、4.5サックを記録した。
オフにFAとなった。

### バッカニアーズ退団後
2024年3月18日にマイアミ・ドルフィンズと契約したが、同年7月20日に現役引退を表明した。

## 人物
2012年2月2日に結婚しており、その間に3人の子供をもうけていたが、末子の娘を不慮の事故で亡くしている。